# 艾瑞克·巴納
艾瑞克·班納迪諾維奇 AM（1968年8月9日—），藝名艾瑞克·巴納（英語：Eric Bana，/ˈbænə/），澳大利亞男演員。巴納的演員生涯是在電視影集《Full Frontal》演出的，之後他拍了《神鬼剁手》這個爭議十足的作品。不過巴納獲得好萊塢注意的作品是《黑鷹計劃》，他飾演三角洲部隊三等士官長諾姆·"胡特"·吉本森。2003年，他也在李安的作品《绿巨人》中飾演科學家布魯斯·班納。

## 早年
巴納出生於澳洲墨爾本，是家中兩個小孩當中年幼的孩子，他的克羅埃西亞父親伊凡是卡特彼勒企業物流經理，他的德國出生母親伊利諾是一名美髮師。巴納在墨爾本的Tullamarine長大，這個地區位於城市的西邊邊緣。巴納在小時候就展現出了演戲的技巧，在6、7歲時就深受家人的影響，最初只是模仿祖父的走路姿態、聲音及脾氣，在學校中，還為了要躲避麻煩模仿老師。不過巴納是在看了梅爾·吉勃遜的《衝鋒飛車隊》後，立志當上演員，然而，他並沒有認真考慮是否將演藝工作視為一輩子的職業，一直到1991年，他在墨爾本城堡飯店當酒保時，被說服試著演出棟篤笑，主要是因為當時在Pub當中表演的收入不夠支援家計，所以才改而擔任酒保，負責清潔桌子的工作。

## 私生活

### 家庭
1995年，當巴納在拍攝電視影集《Full Frontal》時，他開始與瑞貝卡·葛利森約會，她是澳洲Seven電視網（Seven Network）公關人員，同時也是澳洲最高法院首席法官墨瑞·葛利森的女兒。兩人於1997年結婚，巴納在與葛莉森的美國行中向她求婚，原因是因為他再1996年時被Cleo雜誌選為「年度單身漢」。巴納與葛莉森育有兩個孩子，分別為兒子克洛斯（Klaus，出生於1999年8月）及女兒蘇菲亞（Sophia，出生於2002年4月），巴納也因此減少拍攝的量，一年約一部電影的產量，目的是希望有更多的時間陪在家人身旁。

### 興趣
巴納是賽車運動的狂熱分子，參加過許多澳大利亞的賽車比賽，14歲時還曾希望成為賽車技師放棄學業，後來是在父親的勸告以及說服之下才完成學業。巴納在15歲時以1100澳元購買的第一部車子福特獵鷹1973XB，後來在1996年的塔斯梅尼亞島的長時間賽車賽中駕駛這輛車初亮相。2004年，巴納又買了一輛保時捷944，目的是要參加澳洲保時捷挑戰賽，他再當年11月十常常得到前十名，在12月的時候，個人最佳則是到了第四名。2007年4月21日，巴納的1973XB在塔斯梅尼亞島賽車賽損毀，巴納與副駕駛都同時受傷。
巴納也是澳式足球的重要支持者，他主要是因為年幼時，教父帶他一起去看聖奇爾達足球俱樂部隊的比賽而愛上。

## 作品列表

### 電影
| 年份 | 片名                    | 角色                 | 附註                 |
| ---- | ----------------------- | -------------------- | -------------------- |
| 1997 | 《城堡》                | Con Petropoulous     |                      |
| 2000 | 《神鬼剁手》            | 馬克·「剁手」·李德   |                      |
| 2001 | 《黑鷹計劃》            | Norm "Hoot" Gibson   |                      |
| 2002 | 《淘金妙搭檔》          | Lotto                |                      |
| 2003 | 《海底总动员》          | Anchor               | 配音                 |
| 2003 | 《绿巨人》              | 布魯斯·班納 / 浩克   |                      |
| 2004 | 《特洛伊：木馬屠城》    | 赫克托耳             |                      |
| 2005 | 《慕尼黑》              | Avner Kaufman        |                      |
| 2007 | 《賭你愛上我》          | Huck Cheever         |                      |
| 2007 | 《我的父親》            | Romulus Gaita        | 兼協同製片人         |
| 2008 | 《華麗孽緣》            | 亨利八世             |                      |
| 2009 | 《玛丽和马克思》        | Damien Popodopolous  | 配音                 |
| 2009 | 《愛如一頭野獸》        | 他自己               | 紀錄片；兼導演和監製 |
| 2009 | 《星际迷航》            | Nero                 |                      |
| 2009 | 《時空旅人之妻》        | Henry DeTamble       |                      |
| 2009 | 《命運好好笑》          | Clarke               |                      |
| 2011 | 《少女殺手的奇幻旅程》  | Erik Heller          |                      |
| 2012 | 《致命陷阱》            | Addison              |                      |
| 2013 | 《全面鎖定》            | Martin Rose          |                      |
| 2013 | 《孤独的生还者》        | 艾瑞克·S·克里斯滕森  |                      |
| 2014 | 《紙飛機》              | 不適用               | 執行製片人           |
| 2014 | 《惡魔刑事錄》          | 勞夫·薩奇            |                      |
| 2016 | 《絕命救援》            | 丹尼爾·克拉夫        |                      |
| 2016 | 《烏龍特派員》          | Frank Bonneville     |                      |
| 2016 | 《失落的祕密手稿》      | Dr. William Grene    |                      |
| 2017 | 《亞瑟：王者之劍》      | 尤瑟·潘德拉贡        |                      |
| 2017 | 《遲來的正義》          | Piet Blomfeld        |                      |
| 2021 | 《小鎮緝凶》            | Aaron Falk           | 兼監製               |
| 2021 | 《重返大荒野》          | Chaz Hunt            | 配音                 |
| 2022 | 《救難小福星》          | Monterey Jack        | 配音                 |
| 2022 | 《夢迴藍海》            | Mad Macka            | 兼執行製片人         |
| 2024 | 《自然之力：小镇缉凶2》 | Aaron Falk           | 兼監製               |
| 2024 | 《祭品》                | Ben Monroe           | 兼執行製片人         |
| 2024 | 《蜗牛回忆录》          | James The Magistrate | 配音                 |

### 電視
| 年份      | 節目名                   | 角色         | 附註                      |
| --------- | ------------------------ | ------------ | ------------------------- |
| 1993–1996 | 《全正面》               | 各種角色     | 66集                      |
| 1996      | 《艾瑞克》（Eric）       | 各種角色     | 電視電影；兼編劇和監製    |
| 1997      | 《艾瑞克》（Eric）       | 各種角色     | 9集；兼編劇和監製         |
| 1997      | 《艾瑞克·巴納現場秀》    | 各種角色     | 8集；兼編劇               |
| 1999–2000 | 《聖餐會》               | Rob Biletsky | 3集                       |
| 2000–2001 | 《空氣中瀰漫著某種氣息》 | Joe Sabatini | 202集                     |
| 2007      | 《凯斯和吉姆》           | 他自己       | 第四季第二集              |
| 2009      | 《英国疯狂汽车秀》       | 他自己       | 第14季第一集              |
| 2018      | 《喬爾·麥克哈爾個人秀》  | 他自己       | 單集：〈Roller Coaster?〉 |
| 2018      | 《髒鬼約翰》             | John Meehan  | 8集；兼執行製片人         |
| 2025      | 《荒境狂途》             | Kyle Turner  | 6集；兼執行製片人         |

## 外部連結
- LaurenBergman.com.au – Bana's management
- 艾瑞克·巴納在互联网电影资料库（IMDb）上的資料（英文）